# Der Knoblauchwald
Der Knoblauchwald (neapolitanisches Original: La serva d'aglie) ist ein Märchen (AaTh 879). Es steht in Giambattista Basiles Sammlung Pentameron als sechste Erzählung des dritten Tages (III,6). Felix Liebrecht übersetzte Der Knoblauchgarten.

## Inhalt
Der arme Ambruoso hat sieben Töchter, sein reicher Freund Biasillo sieben Söhne. Deren Ältester, Narduccio ist krank. Da Ambruoso vorgibt, auch Söhne zu haben, soll er ihm einen zur Gesellschaft schicken. Nur seine jüngste Tochter ist bereit, sich dafür als Mann zu verkleiden. Narduccio merkt, dass sie ein Mädchen ist, und verliebt sich. Seine Mutter rät, sie im Reiten und Schießen zu prüfen, doch sie hält sich männlich auf dem Pferd wie auch mit dem Gewehr. Beim Baden lässt sie sich rechtzeitig vom Diener abrufen unter dem Vorwand, ihr Vater sterbe. Narduccio besucht sie überraschend. Sie zieht sich schnell um, vergisst aber die Ohrringe abzulegen. Da hält er um sie an, und die Väter verheiraten gleich alle Kinder miteinander.

## Bemerkungen
Ambruoso besitzt nur einen Knoblauchwald, d. h. er ist arm. Zur verkleideten Frau vgl. bei Basile III,3 Viso, IV,6 Die drei Kronen. Rudolf Schenda vergleicht bei Gonzenbach Nr. 12 Von der Königstochter und Nr. 17 Von dem klugen Mädchen, in Pitrès Märchen aus Sizilien (Die Märchen der Weltliteratur, 1991) Nr. 41 Das treue Pferdchen, Schendas Märchen aus der Toskana (Die Märchen der Weltliteratur, 1996) Nr. 40 Die Tochter des Königs von Frankreich und 15 moderne Varianten bei Cirese/Serafini.
Es ist der erste Beleg eines im Mittelmeerraum und Nahen Osten verbreiteten, heterogenen Typs, der mit diversen Märchen um eine Frau als Mann, Geschlechtsproben etc. unter AaTh 884 gezählt wird. Ob Grimms Die zwölf Jäger darauf zurückgeht, ist unklar. Vgl. Bechsteins Siebenschön.